# Волков, Ефим Ефимович
Ефи́м Ефи́мович Во́лков (23 марта [4 апреля] 1844, Санкт-Петербург — 17 февраля 1920, Петроград) — русский живописец-пейзажист, член Товарищества передвижных художественных выставок (1879), действительный член (1895) и академик (1899) Императорской Академии художеств.

## Биография
Родился в Санкт-Петербурге, учился в Императорской Академии художеств (1867-70) и довершил его усердным писанием этюдов с натуры. В 1870 году получил от академии звание неклассного художника за представленный на её выставку в этом году «Вид в окрестностях Петербурга». В 1878 году примкнул к товариществу передвижных художественных выставок и с тех пор ежегодно появлялся на них со своими картинами, пользуясь за них репутацией одного из лучших живописцев русской, преимущественно северной природы. Из его произведений в особенности достойны внимания творения: «В лесу по весне» (1878); «Топкое болото» (1879); «Лесная дорога осенью» (1880); «Лес на болоте» (1881); «На рассвете» (1882); «Тихий день» (1882); «Ранний снег» (1883); «Лесной ручей» (1885) и некоторые другие.
В 1902 году в Императорской академии художеств прошла выставка картин художников-передвижников Ефима Волкова и Владимира Маковского. На экспозиции было представлено 417 картин художника. Помимо живописи Ефим Ефимович Волков успешно занимался также книжной иллюстрацией.
Умер в Петрограде в 1920 году; похоронен на Смоленском православном кладбище (уч. 40, на Петровской дорожке).
Произведения Волкова находятся в Третьяковской галерее («Болото осенью», «Ранний снег», «Осень»), Одесском художественном музее («Лодки») и в Русском музее («Над рекой»).

## Галерея
- Болото осенью[13]
- Ранний снег[13]
- В лесу. По весне[14]
- По дороге на пастбище[15]
- Пейзаж с болотом
- Пожар
- «Украинский пейзаж с хатой», (1910), частное собрание